# Bylina (województwo pomorskie)
Bylina (dodatkowa nazwa w j. kaszub. Bëlëno) – wieś kaszubska w Polsce na Pojezierzu Bytowskim położona w województwie pomorskim, w powiecie bytowskim, w gminie Parchowo nad Słupią. Wieś jest częścią składową sołectwa Żukówko. W pobliżu Byliny (w kierunku wschodnim) znajduje się Jezioro Żukówko. Alternatywnie używaną nazwą miejscowości jest nazwa Młynki.
W latach 1975–1998 miejscowość administracyjnie należała do województwa słupskiego.

## Historia
Przed 1920 miejscowość nosiła nazwę niemiecką Mühlchen. Od końca I wojny światowej osada (wraz z pobliskim Żukówkiem) znajdowała się krótko w granicach Polski (powiat kartuski). 13 września 1920 roku po skorygowaniu ówczesnej granicy polsko-niemieckiej znalazła się w granicach Niemiec.